# Oaksey
Oaksey è un villaggio e una parrocchia civile della contea del Wiltshire che si trova a  circa 3,7 miglia a nord-est di Malmesbury e a una distanza simile a sud-sud-ovest di Cirencester nel Sud Ovest dell'Inghilterra, Regno Unito.

## Geografia

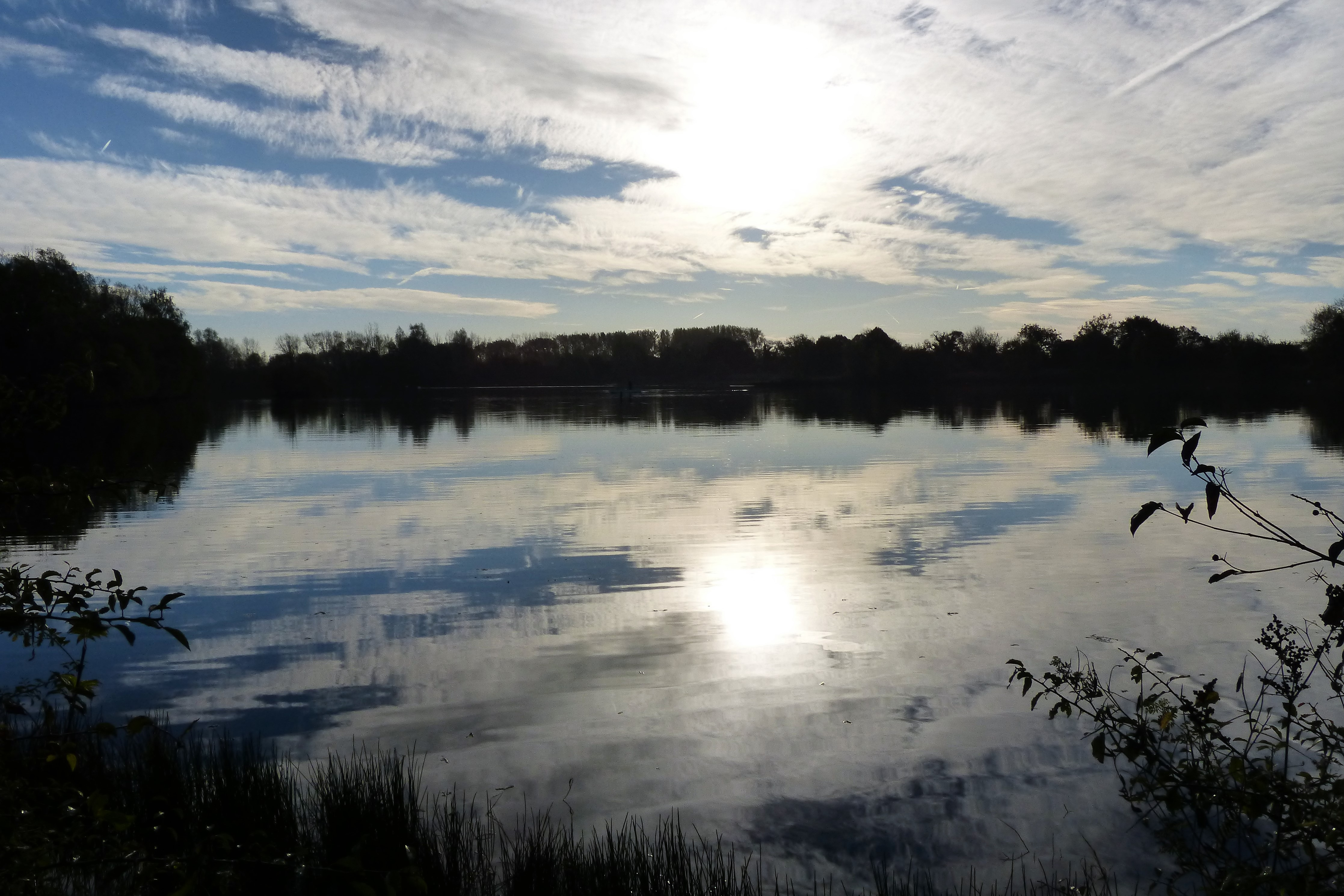
Lago Mallard

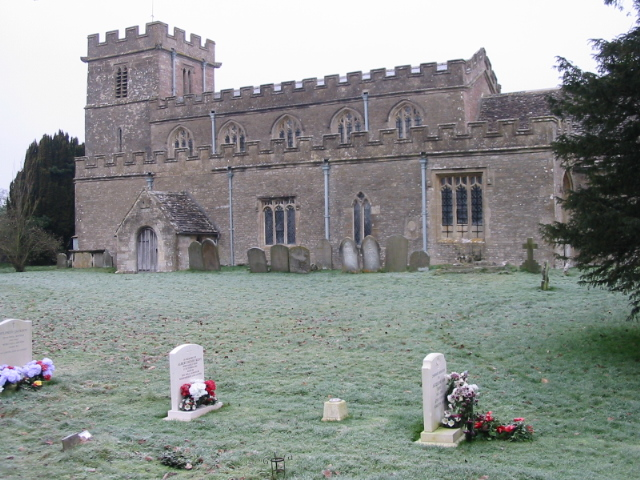
Chiesa di Tutti i Santi a Oaksey

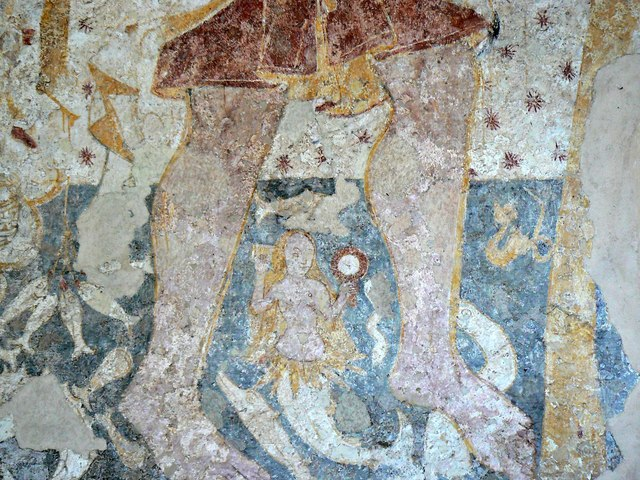
Particolare di affresco all'interno della navata della chiesa di Tutti i Santi

Il territorio della parrocchia civile di Oaksey si trova nel Sud Ovest dell'Inghilterra. I confini di Oaksey seguono corsi d'acqua e strade e potrebbero quindi essere antichi poiché furono descritti nel 1591 quando corrispondevano al loro corso recente. L'intero confine meridionale segue il piccolo fiume Swill e un suo affluente, la parte orientale del confine settentrionale segue il fiume Flagham e quella orientale segue una strada dritta tra i due corsi d'acqua. Il confine con Minety a sud-est cessò di essere un confine di contea quando quella parrocchia fu trasferita dal Gloucestershire al Wiltshire nel 1844 ma i confini settentrionali e orientali, con Kemble, Poole Keynes e Somerford Keynes, divennero il confine di contea nel 1896 quando quelle parrocchie furono trasferite al Gloucestershire. Oaksey si trova nella valle dell'alto Tamigi, di cui sono affluenti sia il Flagham sia lo Swill. Kellaways Clay affiora a ovest e forma una cresta est-ovest, alta oltre 107 metri su cui sorge il villaggio.
A nord della cresta di calcare e argilla dsi trova Forest Marble, e a sud vi sono affioramenti di Cornbrash. Gran parte del terreno a ovest era boscoso e gran parte è da tempo pascolo per bovini da latte e parco. A est tra Flagham e Swill vi sono depositi ghiaia e terreno alluvionale. Il prato nella parte sud-orientale era irrigato. Negli anni settanta nei pressi del Flagham fu estratta ghiaia e si formarono tre laghi. Il punto più alto della parrocchia, 110 metri, si trova a sud-ovest su Flintham Hill, e il più basso, 85 metri, a sud-est. Ci sono piccoli stagni in molti campi in tutta la parrocchia.

## Storia
Il territorio viene citato nel Domesday Book del 1086. Ospitò probabilmente popolazioni preistoriche di passaggio  poiché vi è stata rinvenuta un'ascia dell'età del bronzo, che è tuttavia l'unico manufatto preistorico trovato nella parrocchia. Nell'area è stata individuata una fornace, forse romano-britannica, per la fabbricazione di mattoni e tegole, precisamente nella parte staccata di Oaksey passata a Minety. Il castello di Norwood a nord di Dean Farm è forse una motta castrale normanna. All'inizio del XIV secolo nel demanio il numero di proprietà terriere aumentarono e dal 1347 circa fu costruita una grande casa padronale (Manor). Presumibilmente come risultato la valutazione di Oaksey per la tassazione nel 1334 fu la più alta nel circondario di Chedglow. Nel 1377 Oaksey aveva 86 contribuenti di tassa pro capite, uno dei numeri più alti. Il declino economico nel periodo intermedio potrebbe aver spiegato la bassa valutazione di Oaksey per la tassazione tra XVI e XVII secolo. La strada da Somerford Keynes a Minety, che costituisce il confine orientale, corrispondeva al suo percorso recente già nel 1591. Nel 1810 si chiamava Pilsmore Lane. Anche la strada Oaksey—Kemble, Wick Road, aveva il suo percorso simile dove segnava il confine della parrocchia nel 1591. A est della chiesa, Minety Lane conduceva verso sud. Nel 1591 fu portata oltre il ruscello Swill dal ponte Oaksey, in seguito Oaksey Ford. Altre corsie sui loro attuali percorsi nel 1591 erano quella che formava la parte occidentale del confine settentrionale della parrocchia e Quallstocks Lane, che decadde in uso all'inizio del XX secolo e divenne un sentiero nel 1986. Oaksey Street, così chiamata nel 1609, faceva parte di una strada da Somerford Keynes che entrava nella parrocchia attraverso il ponte di Stockham nel 1591. Correva lungo la cresta e all'estremità occidentale del villaggio si biforcava in rami che conducevano a nord-ovest e a sud-ovest. Una linea ferroviaria fu costruita attraverso la parrocchia da Swindon a Kemble e Cirencester dalla Cheltenham & Great Western Union Railway e fu aperta nel 1841 poi trasferita alla G.W.R. nel 1844. Questa linea faceva parte della linea principale da Londra al Galles meridionale e occidentale dal 1850 al 1903. Una fermata a sud del ponte fu aperta nel 1929 e chiusa nel 1964.
La chiesa sorgeva nel XII secolo sul lato sud di Oaksey Street e a sud della chiesa fu costruita la grande casa padronale della quale restano solo le fondamenta e i lavori di sterro in un campo ne hanno segnato il sito nel 1986. Sempre sul lato sud della strada si trova un cottage a due falde del XVII secolo a ovest della chiesa che era forse la casa della chiesa. A ovest, a metà del XIX secolo, fu costruita una scuola, una sala del villaggio fu aperta nel 1921 e il terreno a sud e a est della scuola fu adibito a campi da gioco nel 1950. Più a ovest sul lato sud della strada, una casa del XVIII secolo ha un architrave decorativo in pietra e altre decorazioni alla maniera dei pezzi di prova di un intagliatore, e Johnson's House, precedentemente Street Farm, è una casa dei primi del XVIII secolo molto modificata intorno al 1980 con una fattoria abbandonata a ovest. A est della chiesa, sul lato sud, Court Farm incorpora nella sua ala nord, dove è stata ripristinata una porta datata 1692, parte di una casa della fine del XVII secolo. La casa fu ampliata verso sud tra il 1843 e il 1875. A est, l'ex canonica è del XVIII secolo. Delle case che sorgevano sul lato nord della strada nel 1773, Tudor House è del XVII secolo. Street Villa fu costruita nel periodo 1872-83 per R. C. Warner come fattoria (Street Farm). A ovest sorge una fattoria.
Oaksey Green, dove potrebbe esserci stato un insediamento nel tardo XII secolo, era un insediamento sussidiario all'estremità occidentale del villaggio di Oaksey, dove la strada si biforcava. Il bivio era chiamato Earl's Corner. Quasi tutte le case dell'insediamento nel 1986 sembrano essere del XIX e XX secolo, ma molte potrebbero trovarsi sui siti di quelle del 1773. Woodfolds Farm a sud-est potrebbe essere stata costruita nel XVIII secolo. Ha un ingresso anteriore simmetrico a ovest con una porta centrale, camini a timpano e una fascia meridionale più bassa. La casa è stata modificata, restaurata e ampliata per Gervas Huxley nel periodo 1938-41 su progetto di Thomas Rayson. A est, nel 1773, sorgeva Oaksey Moor House. Verso la fine del XVIII secolo, a ovest fu aggiunta una nuova struttura di tre piani e cinque campate da nord a sud. La facciata d'ingresso occidentale aveva una cornice e un parapetto in pietra modellata e un portico in pietra con un frontone e colonne toscane. La casa fu demolita nel 1966. Little Moor Cottage a nord fu costruito prima del 1843. A sud della strada per Somerford Keynes, nel 1773 sorgeva Lower Moor Farm, che potrebbe essere stata costruita nel XVIII secolo. Fu ampliata nel XIX secolo e modificata nel 1947. A sud di Lower Moor Farm, Clattinger Farm ha una struttura nord-sud del XVII secolo in cui possono essere incorporate travi più vecchie. Una breve ala ovest fu costruita alla fine del XVII secolo e intorno al 1783 fu costruita un'ala est e la serie nord-sud fu rifatta.
A nord, nel 1573, si ebbe un insediamento sulla proprietà signorile di Wick Green, che nel 1773 fu chiamata Kemble Wick. La parte nord-orientale dell'insediamento era nella parrocchia di Kemble. A sud-est di Woodlands, Dean Farm fu costruita con una pianta a L per Benjamin Adamson nel 1775 a est del fienile di Dean, che sorgeva nel 1773 e nel 1986. La casa fu ampliata per formare un quadrato, dotata di un tetto a mansarda e parzialmente ristrutturata all'inizio del XIX secolo. Fu modificata nel 1923. Nel sud-ovest Hill Farm fu costruita su Flintham Hill nel XVII secolo. Aveva una forma a L, con una lunga estensione che correva da sud-est a nord-ovest e una breve ala nord-est contenente una scala. Gran parte dell'interno della casa fu ristrutturata nel XVIII secolo e un'ala nord-ovest fu costruita intorno al 1934 per Sir Geoffrey Lawrence su progetto di E. J. T. Lutyens. A est di Hill Farm parte di una casa del XVIII secolo fu incorporata nella parte occidentale di Flintham House, che era stata costruita lì entro il 1815. Nel parco nella parte meridionale della parrocchia c'era una loggia e dall'inizio del XVII secolo sino al 1956 una grande casa padronale. Nel XVII secolo fu costruita a ovest Park Farm.

## Monumenti e luoghi d'interesse
Nel territorio di Oaksey vi sono vari edifici e luoghi degni di interesse, il principale è la sua chiesa. 
- Chiesa di Tutti i Santi (in inglese All Saints church). La chiesa anglicana fu costruita nel XII secolo. Appartiene alla diocesi di Salisbury dal 28 ottobre 1959 è considerata un monumento classificato di primo grado per il suo particolare interesse storico e architettonico.[6][7]